# M26 Pershing
El M26 Pershing és un tanc pesat, més tard designat com a tanc mitjà, va ser uilitzat per l'Exèrcit dels Estats Units. Va ser utilitzat en els últims mesos de la Segona Guerra Mundial durant la invasió d'Alemanya i àmpliament durant la Guerra de Corea. El tanc va rebre el nom del general dels exèrcits John J. Pershing, que va dirigir la Força Expedicionària Americana a Europa en la Primera Guerra Mundial.
El M26 va ser concebut com un reemplaçament del M4 Sherman, però un període de desenvolupament prolongat va significar que només un petit nombre va veure combat a Europa. Basant-se en els criteris de potència de foc, mobilitat i protecció, l'historiador nord-americà R. P. Hunnicutt va classificar el Pershing darrere del tanc pesat alemany Tiger II, però per davant dels tancs Tiger I i Panther. Va ser retirat el 1951 a favor de la seva derivada millorada, el M46 Patton, que tenia un motor més potent i fiable i una suspensió avançada. El llinatge del M26 va continuar amb la serie Patton.

## Desenvolupament
El M26 va ser la culminació d'una sèrie de prototips de tancs mitjans que van començar amb el T20 el 1942, i va ser una sortida de disseny significativa de la línia anterior dels tancs de l'Exèrcit dels Estats Units que havia acabat amb el M4 Sherman. Es van provar diverses característiques de disseny en els prototips. Alguns d'aquests eren matalassos experimentals, però molts es van convertir en característiques permanents dels posteriors tancs de l'Exèrcit dels Estats Units. Aquesta sèrie de prototips va començar com a projecte de tanc mitjà que era similar, però més modern que el recentment presentat M4 Sherman, i va acabar diversos anys més tard com el primer tanc pesat operatiu de l'Exèrcit dels Estats Units.

#### T20
El T20 va ser dissenyat per tenir un buc més compacte que el M4. El Ford GAN V-8, una versió de silueta inferior del motor GAA utilitzat en variants posteriors del M4, havia estat disponible. El motor havia estat originalment un esforç de Ford per produir un motor d'avió refrigerat per líquids V-12 seguint el model de Rolls-Royce Merlin, però no va poder guanyar cap comanda d'avió, i per això va ser adaptat com a V-8 per al seu ús en tancs; l'ús d'aquest motor de perfil inferior juntament amb l'elecció d'una transmissió posterior i la disposició de la unitat de roda de cadena posterior va permetre baixar la silueta del buc i eliminar els espònsors laterals.
El T20 va ser equipat amb el nou canó M1A1 de 76 mm, el M7 de 3 polzades es va considerar massa pesat a uns 900 kg. Es van utilitzar nous acers més forts per crear una arma d'uns 540 kg de pes. El blindatge del casc davanter de 13 mm més gruixut que el blindatge frontal de 63 mm del M4. El pendent de la placa glacis era similar a 46°. El pes global del T20 era aproximadament el mateix que el M4.
El T20 va utilitzar una versió primerenca de la suspensió de molla voluta horitzontal, una altra millora en comparació amb la suspensió de molla voluta vertical menys robusta de les primeres versions del M4. Prototips posteriors del M26 van provar una suspensió de la barra de torsió, que es va convertir en l'estàndard per als futurs sistemes de suspensió de tancs dels Estats Units.

#### T22 i T23

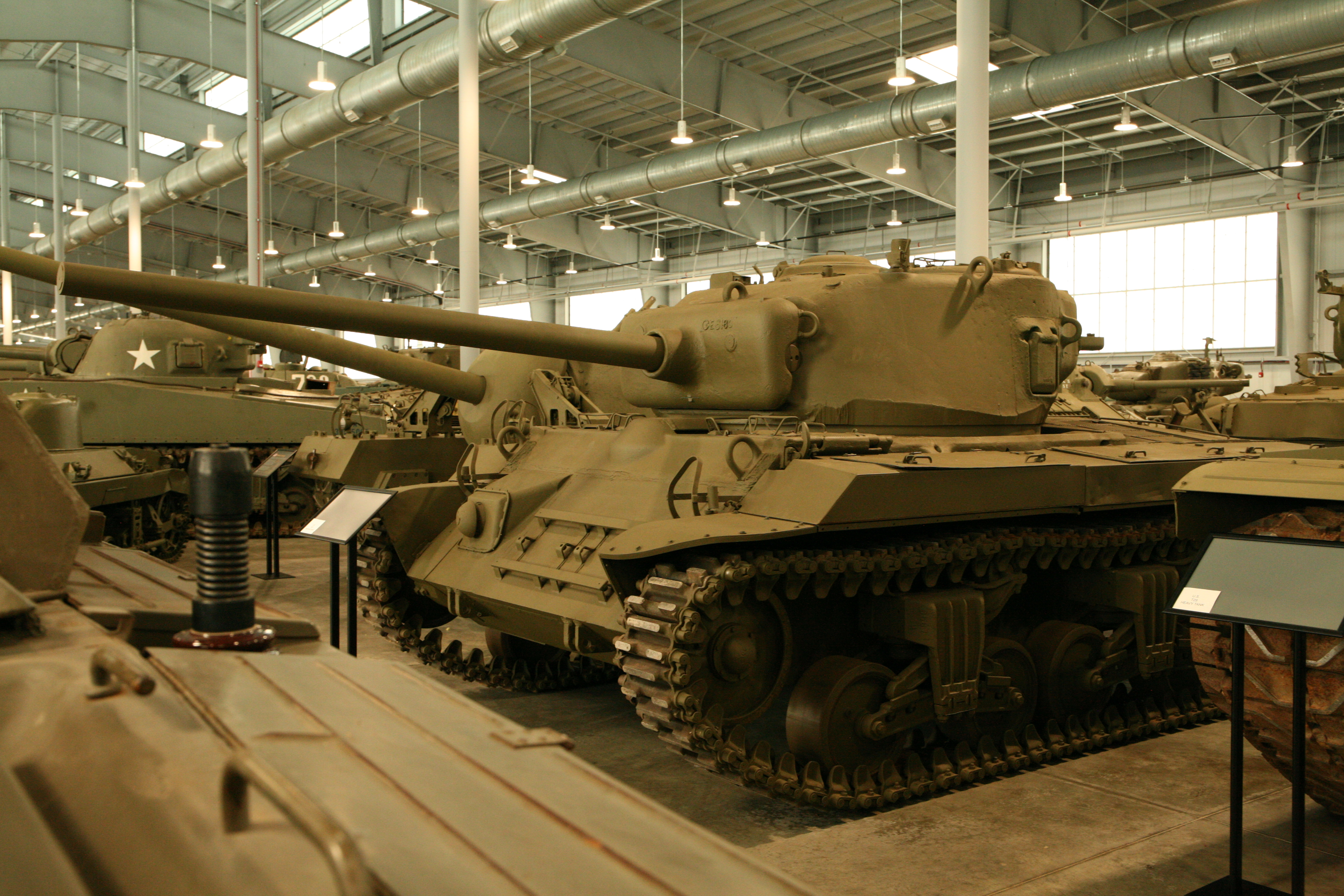
Un exemplar de T23

La sèrie T22 va tornar a la transmissió M4 a causa de problemes amb la primera transmissió Torqmatic utilitzada en la T20. El T22E1 va provar un carregador automàtic per al canó principal i va eliminar la posició del carregador amb una petita torreta de dos homes.
T23 amb torreta de producció muntant pistola M1A1 de 76 mm. La torreta T23 va ser utilitzada per al M4 Sherman de 76 mm. Tingueu en compte la suspensió de la molla voluta vertical.
Durant gran part de 1943, hi havia poca necessitat percebuda dins de l'Exèrcit dels Estats Units d'Amèrica per a un tanc millor que el M4 Sherman de 75 mm i, per tant, mancat de qualsevol informació de la resta de l'Exèrcit sobre què es necessitava, el Departament d'Ordenança va prendre un desviament del desenvolupament en transmissions elèctriques amb la sèrie T23.
La transmissió elèctrica va ser construïda per General Electric i tenia el motor que conduïa un generador que alimentava dos motors de tracció. El concepte era similar al sistema d'impuls de l'alemany "Porsche Tiger". Tenia avantatges de rendiment en terrenys aspres o muntanyosos, on el sistema podia gestionar millor els ràpids canvis en els requisits del parell.
La transmissió elèctrica T23 va ser defensada pel Departament d'Ordenança durant aquesta fase de desenvolupament. Després que els prototips inicials van ser construïts a principis de 1943, es van produir 250 tancs T23 addicionals de gener a desembre de 1944. Aquests van ser els primers tancs de l'Exèrcit dels Estats Units amb el canó M1A1 de 76 mm en entrar en producció. No obstant això, el T23 hauria requerit que l'exèrcit adoptés una línia completament separada d'entrenament, reparació i manteniment i, per tant, va ser rebutjat per a operacions de combat.

#### T25 i T26

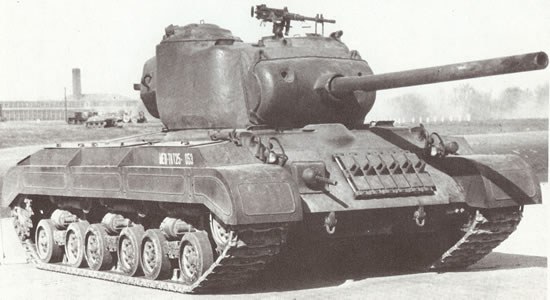
Un T25

Les línies de tancs T25 i T26 es van crear enmig d'un acalorat debat intern dins de l'Exèrcit dels Estats Units des de mitjans de 1943 fins a principis de 1944 sobre la necessitat de tancs amb més potència de foc i blindatge. Un canó de 90 mm muntat en una nova torreta massiva va ser instal·lat en ambdues sèries. A la sèrie T26 se li va donar una armadura frontal addicional, amb la placa de glaciació augmentada a 100 mm. Això va augmentar el pes de la sèrie T26 a més de 36T i va disminuir la seva mobilitat i durabilitat, ja que el motor i la potència no es van millorar per compensar l'augment de pes.
Entre setembre i octubre de 1943, es va produir una sèrie de discussions sobre el tema de l'inici de la producció del T26E1, que va ser defensat pel cap de la Força Blindada, el general Jacob Devers. L'artilleria afavoria el canó de 76 mm, transmissió elèctrica T23. Els comandants del teatre generalment afavorien un tanc mitjà de 76 mm com el T23 i estaven en contra d'un tanc pesat de 90 mm. No obstant això, les proves del T23 a Fort Knox havien demostrat problemes de fiabilitat en la transmissió elèctrica dels quals la majoria dels comandants de l'exèrcit no eren conscients. El nou canó M1A1 de 76 mm aprovat per al M4 Sherman semblava abordar les preocupacions sobre la potència de foc contra els tancs alemanys. No obstant això, tots els participants en el debat no eren conscients de la insuficiència del canó de 76 mm contra l'armadura frontal del tanc Panther, ja que no havien investigat l'eficàcia d'aquest canó contra els nous tancs alemanys, que ja s'havien trobat en combat.
Des de mitjans de 1943 fins a mitjans de 1944, el desenvolupament del prototip T26 de 90 mm va continuar avançant lentament a causa dels desacords dins de l'Exèrcit dels Estats Units sobre les seves futures necessitats de tancs. Els relats del que va passar exactament durant aquest temps varien segons els historiadors, però tots coincideixen que les Forces Terrestres de l'Exèrcit van ser la principal font de resistència que va retardar la producció del T26.
El general Devers va continuar amb la seva defensa del T26, passant pel cap de McNair al general George Marshall, i, el 16 de desembre de 1943, Marshall va anul·lar McNair i va autoritzar la producció de 250 tancs T26E1. Després, a finals de desembre de 1943, Devers va ser traslladat a la Mediterrània, on finalment va dirigir la invasió del sud de França amb el 6è Grup d'Exèrcits. En la seva absència, es van fer més intents per descarrilar el programa T26, però el suport continu dels generals Marshall i Eisenhower va mantenir viva l'ordre de producció. Les proves i la producció del T26E1 van continuar lentament, però, i el T26E1 no va començar la producció completa fins al novembre de 1944.
Un únic prototip d'una torreta T26 muntada en un xassís M4 va ser construït per Chrysler l'estiu de 1944, però no va progressar en la producció.
El T26E3 va ser la versió de producció del T26E1 amb una sèrie de modificacions menors fetes com a resultat de les proves de camp. El febrer de 1945, el T26 va ser presentat al Teatre Europeu, on la seva actuació va rebre elogis primerencs dels oficials de l'Ordenança de l'Exèrcit. L'exèrcit va anomenar el tanc en honor al general de l'exèrcit John J. Pershing quan va ser redissenyat el M26 al març.

#### Després de la guerra
Després de la Segona Guerra Mundial, uns 800 tancs M26 van ser actualitzats amb motors millorats, transmissions i el canó millorat de 90 mm M3A1. Aquests van ser designats com M26E2 i posteriorment redissenyats com M46 Patton.

### Producció
La producció finalment va començar el novembre de 1944. Deu tancs T26E3 es van produir aquell mes a l'Arsenal de Tancs Fisher, 30 al desembre, 70 el gener de 1945, i 132 al febrer. El Detroit Tank Arsenal també va començar la producció el març de 1945, i la producció combinada va ser de 194 tancs durant aquest mes. La producció va continuar fins al final de la guerra, i més de 2.000 es van produir a finals de 1945.

### Super Pershing

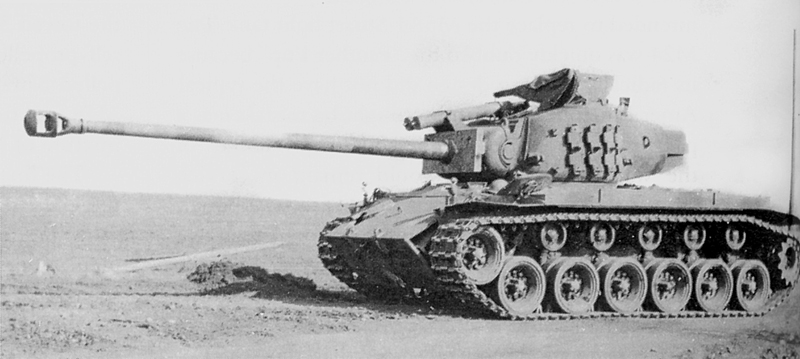
Un exemplar d'un Super Pershing

El canó M3 de 90 mm del Pershing era similar al KwK 36 de 88 mm alemany utilitzat al Tiger I. En un esforç per igualar la potència de foc del KwK 43 de King Tiger, el canó T15E1 de 90 mm va ser desenvolupat i muntat en un T26E1 el gener de 1945. Aquest tanc va ser designat T26E1-1. El canó T15E1 tenia 73 calibres de longitud i tenia una cambra d'alta capacitat molt més llarga que li permetia penetrar fins a 330 mm d'armadura. Això li va donar una velocitat de morrió de 3.140 m/s amb el T30E16 APCR disparat i podria penetrar el blindatge frontal del Tigre més enllà de  3.000 m. El model mostrava munició d'una sola peça de 1.300 mm de llarg i era l'únic Super Pershing enviat a Europa. Les proves de llançament amb el T15E1 van revelar que la longitud i el pes de la munició d'una sola peça feia difícil que es posés dins del tanc i es carregués a la pistola.
Un segon tanc pilot va ser convertit d'un T26E3 i va utilitzar un canó T15E2 modificat que tenia munició de dues peces. Es van construir vint-i-cinc models de producció del tanc, designat T26E4. Un muntatge millorat va eliminar la necessitat de molles estabilitzadores.
Després de la guerra, dos tancs M26 tenien el canó T54 instal·lat, que tenia el mateix canó llarg, però el cartutx de munició va ser dissenyat per ser més curt i més feble, mentre que encara conservava la força de propulsor de la ronda original. Els tancs van ser designats com a tanc M26E1, però la manca de fons va tallar la producció.

### Desenvolupament posterior a la Segona Guerra Mundial
El maig de 1946, a causa de les concepcions canviants de les necessitats de tancs de l'Exèrcit dels Estats Units, el M26 va ser reclassificat com a tanc mitjà. Dissenyat com a tanc pesat, el Pershing va ser una actualització significativa del M4 Sherman en termes de potència de foc, protecció i mobilitat. D'altra banda, era insatisfactori per a un tanc mitjà (perquè utilitzava el mateix motor que alimentava el M4A3, que era unes deu tones més lleuger) i la seva transmissió era una mica poc fiable. El 1948, la versió M26E2 es va desenvolupar amb una nova central elèctrica. Finalment, la nova versió va ser redissenyada amb el M46 Patton i 1.160 M26 van ser reconstruïts amb aquest nou estàndard. Així, el M26 es va convertir en una base de la sèrie de tancs Patton, que el va reemplaçar a principis dels anys 1950. El M47 Patton era un M46 Patton amb una nova torreta.

## Historial de servei

### Segona Guerra Mundial
El desenvolupament del M26 durant la Segona Guerra Mundial va ser prolongat per diversos factors, sent el més important l'oposició al tanc de les Forces Terrestres de l'Exèrcit. No obstant això, les pèrdues de tancs experimentades en la Batalla de les Ardenes contra una força de tancs alemanya concentrada composta per uns 400 tancs Panther, així com els tancs Tiger II i altres vehicles blindats alemanys de combat, van revelar les deficiències en els M4 Shermans i destructors de tancs de 75 mm en les unitats americanes. Aquesta deficiència va motivar als militars a enviar els tancs a Europa, i el 22 de desembre de 1944, els tancs T26E3 van rebre l'ordre de ser desplegats a Europa.

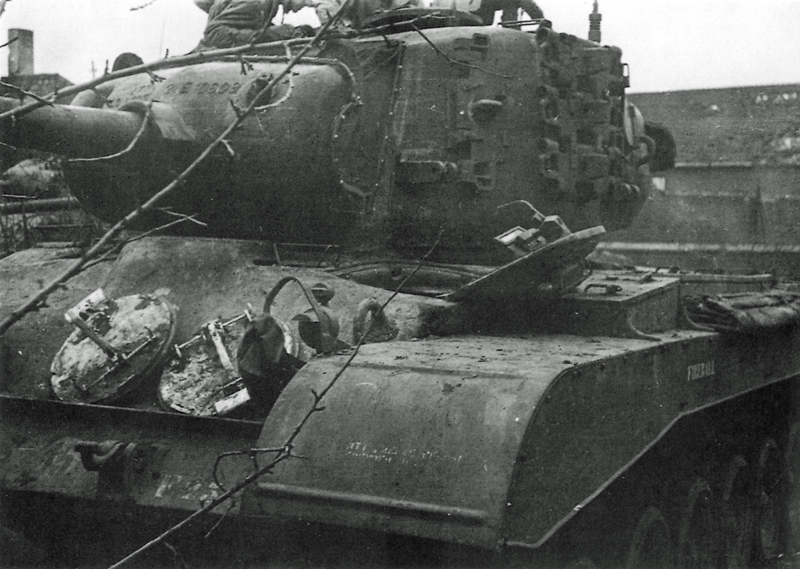
La fotografia mostra el primer tanc T26E3 que va ser noquejat en combat a la Segona Guerra Mundial. El forat del mantell de la pistola marca la penetració d'un d'un Tiger I alemany.

A causa dels repetits retards en el disseny i la producció, només 20 tancs de Pershing van ser introduïts al teatre europeu d'operacions abans de la Batalla de les Ardenes. Aquest primer enviament de Pershings va arribar a Anvers el gener de 1945. Van ser lliurats al 1r Exèrcit, que els va dividir entre la 3a i la 9a Divisió Blindada. Un total de 310 tancs T26E3 van ser finalment enviats a Europa abans del V-E day, amb 200 que van ser enviats a les tropes. El nombre real que va participar en el combat és desconegut.
El febrer de 1945, el general major Gladeon M. Barnes, cap de la Secció d'Investigació i Desenvolupament de l'Ordenança de l'Exèrcit, va dirigir personalment un equip especial al Teatre Europeu, anomenat Missió Zebra. El seu propòsit era donar suport als tancs T26E3, que encara tenien problemes de dents, així com provar altres armes noves. Al març, els tancs T26E3 van ser redissenyats com a M26.
El 3r blindat va utilitzar per primera vegada el M26 per atacar l'enemic el 25 de febrer prop del riu Rur. El 26 de febrer, un T26E3 anomenat Fireball va ser eliminat en una emboscada a Elsdorf mentre observava un bloqueig de carreteres. Silhouetted per un incendi proper, el Pershing es trobava en una posició desavantatjosa. Un tanc Tiger va disparar tres trets d'uns 91 m. El primer va penetrar la torreta a través del port de metralladora del mantell, matant tant l'artiller com el carregador. El segon tret va colpejar el canó de l'arma, fent que la ronda que hi havia a la cambra disparés amb l'efecte de distorsionar el canó. L'últim cop va mirar des del costat de la torreta, enlairant-se de l'escotilla de la cúpula superior. Mentre es recolzava per escapar, el Tigre es va enredar en runes i va ser abandonat per la tripulació. El Fireball va ser ràpidament reparat i va tornar al servei el 7 de març.
Poc després, també a Elsdorf, un altre T26E3 va destruir un Tiger I i dos Panzer IV. El Tigre va ser eliminat 820 m amb la munició HVAP T30E16 de 90 mm.
El 6 de març, just després que la 3a Divisió Blindada hagués entrat a la ciutat de Colònia, es va produir un famós duel de tanc entre un Pershing i un Panther que va ser gravat per les càmeres. Un tanc Panther al carrer davant de la catedral de Colònia estava a l'espera dels tancs enemics. Dos M4 Shermans donaven suport a la infanteria i van sortir al mateix carrer que el Panther. Van acabar parant just abans de la Catedral a causa de les runes al carrer i no van veure a l'enemic Panther. El líder Sherman va ser eliminat, matant tres dels cinc tripulants. Un T26E3, sobrenomenat Eagle 7 va destruir al Panther. Quatre de la tripulació de la Pantera van ser capaços de sortir del tanc abans que fos destruït. L'acció va ser enregistrada per un càmera del Signal Corps T/Sgt. Jim Bates.
El mateix dia, un altre T26E3 va ser eliminat a la ciutat de Niehl, prop de Colònia, per un destructor de tancs Nashorn de 88 mm, rarament vist, a un rang de menys 270 m. Hi va haver altres dos combats de tancs amb el T26E3, amb un Tiger I eliminat durant els combats al voltant de Colònia, i un Panzer IV a Mannheim.
Els T26E3 amb la 9a Divisió Blindada van entrar en acció lluitant al voltant del riu Rur amb un Pershing desactivat per dos cops d'un canó de camp alemany de 150 mm.
Un escamot de cinc M26, menys un que estava en servei, va tenir un paper clau en l'ajuda del Comandament de Combat B del 9è Cuirassat a la captura del pont de Remagen durant la Batalla de Remagen el 7-8 de març de 1945, proporcionant suport de foc a la infanteria per tal de prendre el cap de pont abans que els alemanys poguessin fer-lo volar. En trobades amb Tigers i Panthers, el M26 va actuar bé. Alguns dels altres tancs de la divisió van ser capaços de travessar el pont, però els T26E3 eren massa grans i pesats per travessar el pont danyat i van haver d'esperar cinc dies abans de travessar el riu per barcassa. Els ponts d'Europa en general no estaven dissenyats per a càrregues pesades, la qual cosa havia estat una de les objeccions originals a enviar un tanc pesat a Europa.
El 4 d'abril, entre Weser i Nordheim, el Super Pershing es va enfrontar i va destruir un tanc alemany, o alguna cosa semblant a un tanc, a una distància de 1.400 m. Segons Zaloga, és possible que aquest vehicle fos un Jagdpanther del 507è Batalló Panzer. El 12 d'abril, el Super Pershing va reclamar un tanc alemany de tipus desconegut. El 21 d'abril, el Super Pershing va participar en un duel de tanc de curt abast amb un tanc alemany, que va ser eliminat amb un tret al ventre. Irwin va descriure aquest tanc alemany com un tigre, però Zaloga era escèptic d'aquesta afirmació. El tanc era probablement un Panzer IV. Després de la guerra, l'únic Super Pershing a Europa va ser fotografiat per última vegada en un dipòsit de vehicles a Kassel, Alemanya, i el més probable va ser desballestat.
El maig de 1945, mentre continuaven els combats ferotges a l'illa d'Okinawa, i les pèrdues de tancs M4 van augmentar, es van fer plans per enviar els tancs M26 Pershing a aquesta batalla. El 31 de maig de 1945, un enviament de 12 M26 tancs Pershing van ser enviats al Pacífic per al seu ús en la Batalla d'Okinawa. A causa d'una varietat de retards, els tancs no van ser completament descarregats a la platja de Naha, Okinawa fins al 4 d'agost. En aquell moment, els combats a Okinawa havien arribat a la seva fi, i el Dia del VJ va seguir el 2 de setembre de 1945.

### Guerra de Corea

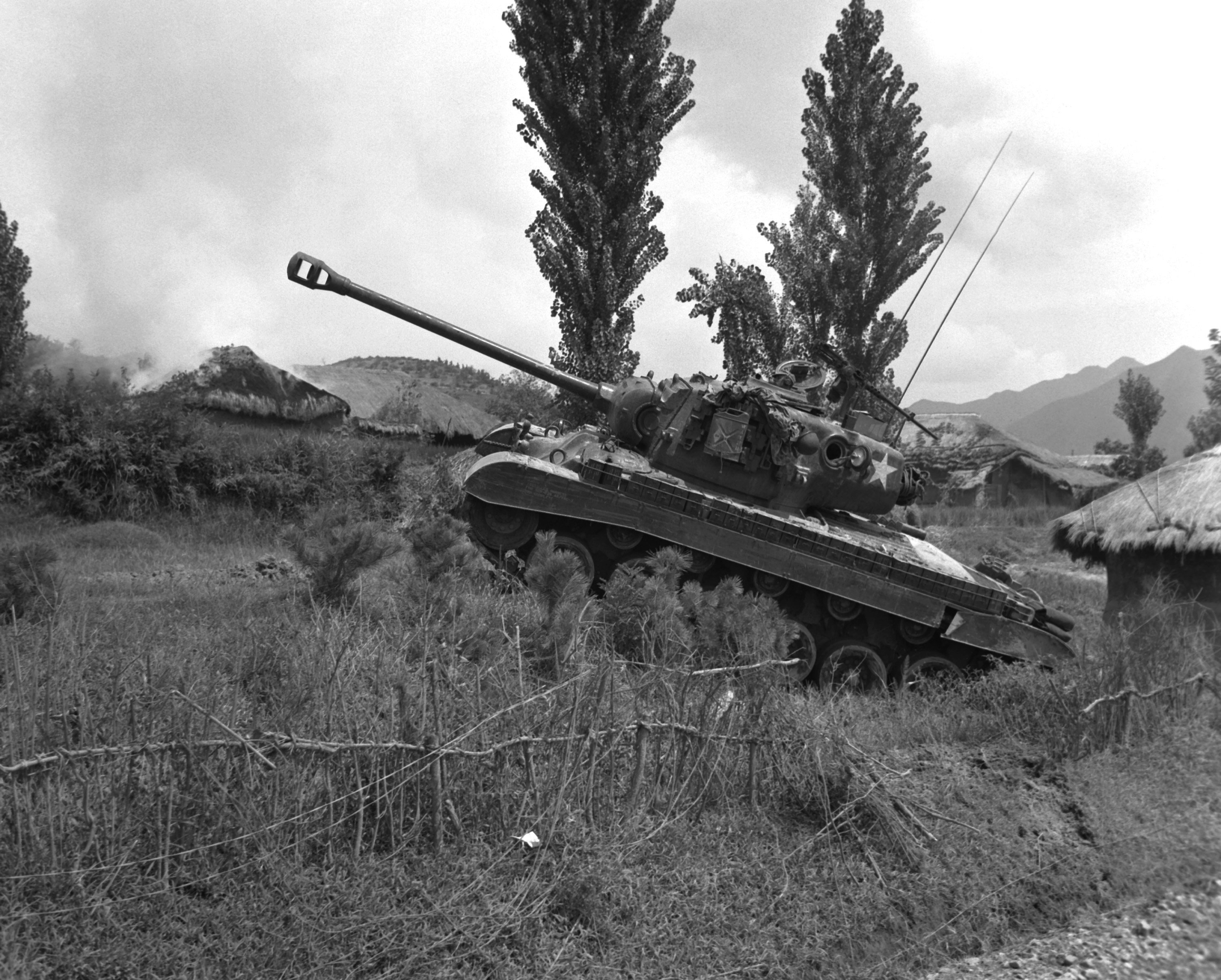
Un M26 Pershing durant la Guerra de Corea

A l'esclat de la Guerra de Corea, només quatre companyies de tancs equipades amb el M24 Chaffee estaven operatives sota el Comandament de l'Extrem Orient dels Estats Units. El juliol de 1950, quan el M24 va ser revelat ineficaç contra els tancs nord-coreans com el T-34-85, els militars nord-americans van començar a mobilitzar ràpidament tancs de mida mitjana per fer-hi front. El Comandament de l'Extrem Orient va mantenir amb urgència tres tancs M26, que van quedar desatenent al dipòsit d'artilleria de Tòquio, i organitzats en una secció provisional de tancs, comandada pel tinent Samuel Fowler, i els van desplegar a la península coreana. No obstant això, mentre defensaven Jinju el 31 de juliol, tots aquests tancs van experimentar un sobreescalfament del motor i es van immobilitzar a causa d'un manteniment insuficient en cinturons i ventiladors de refrigeració, i finalment tots ells es van autodestruir.
Al voltant del mateix temps, diversos batallons de tancs de l'Exèrcit i una companyia de tancs de la 1a Brigada Provisional de Marines, que eren totes unitats d'entrenament blindat totalment organitzades, van ser enviats a la península coreana juntament amb el tanc M26 Pershing. El 70è Batalló de Tancs a Fort Knox Kentucky havia tret els M26 memorials de la Segona Guerra Mundial fora dels pedestals i els va rehabilitar per al seu ús, però va haver d'omplir dues companyies amb M4A3. El 72è Batalló de Tancs a Fort Lewis Washington i el 73è Batalló de Tancs a Fort Benning Geòrgia estaven completament equipats amb M26. El 89è Batalló de Tancs Mitjans es va constituir al Japó amb tres companyies de M4A3 recondicionades i una de M26 de diverses bases al Pacífic; a causa de l'escassetat de M26, la majoria de les companyies de tancs del regiment tenien M4A3 Shermans. Dos batallons separats de la 2a Divisió Blindada a Fort Hood Texas, el 6è Batalló Mitjà i el 64è Batalló de Tancs pesats, estaven completament equipats amb tancs M46 Patton. La 1a Divisió de Marines a Camp Pendleton Califòrnia tenia tots els tancs M4A3, que van ser reemplaçats per M26 pocs dies abans d'embarcar als vaixells a Corea.

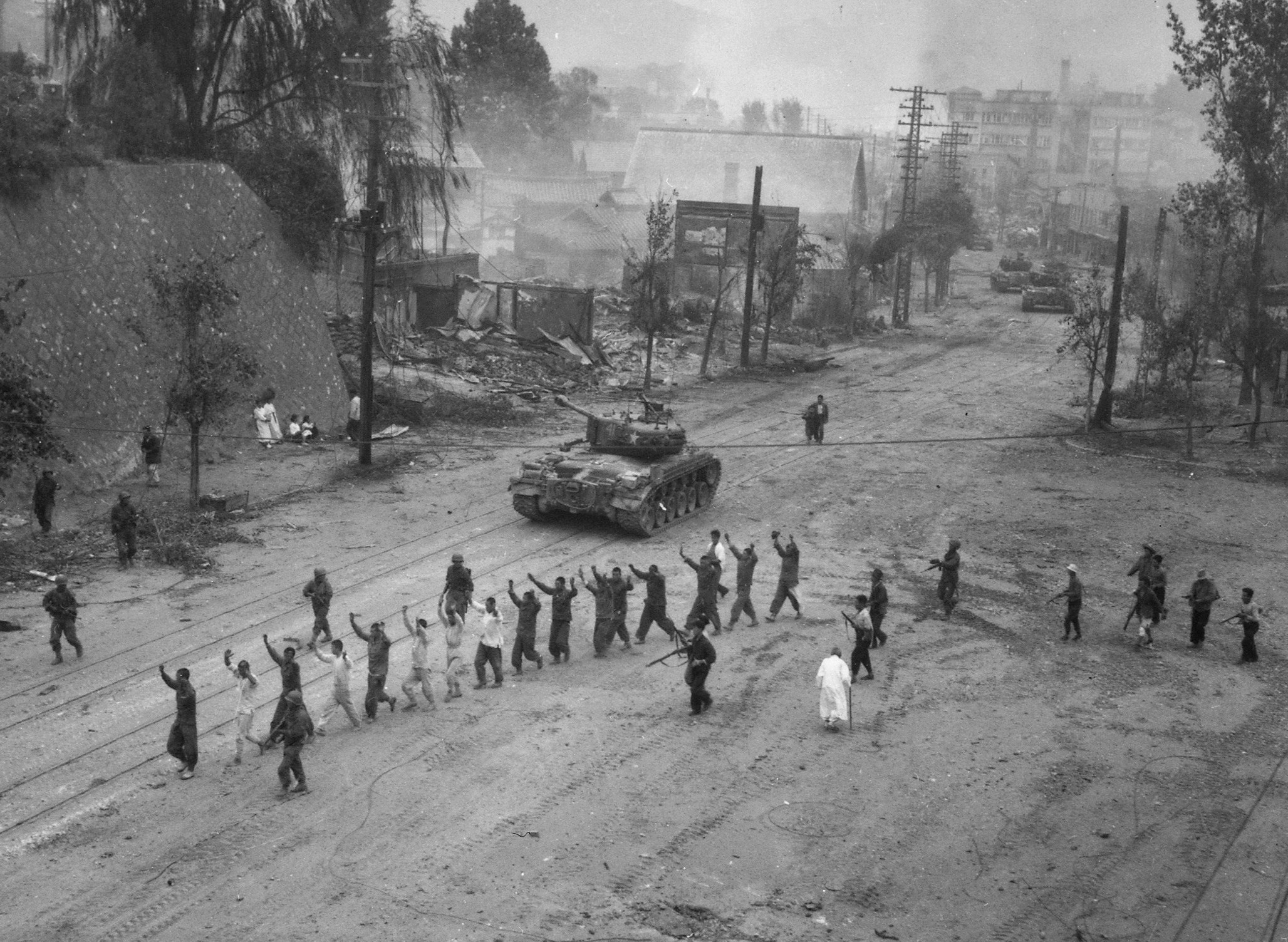
Tancs M26 Pershing al centre de Seül durant la Segona batalla de Seül

El 17 d'agost, un M26 de la Companyia de Tancs de Marines dels Estats Units va destruir tres T-34-85 del 109è Regiment de Tancs de l'exèrcit de Corea del Nord en pocs minuts durant el seu primer contacte a Obong-ri, Changnyeong. Després, durant la Batalla del Bowling Alley, els M26 del 73è Batalló de Tancs, que va donar suport a la 1a Divisió d'Infanteria del ROK durant la Batalla de Tabu-dong, van destruir 13 tancs T-34-85 i cinc canons autopropulsats SU-76M. Un total de 309 tancs M26 van ser desplegats a la península coreana a finals de 1950, i 29 tancs nord-coreans van ser derrotats per ells durant el mateix període. Tot i que tenia una millor capacitat antitanc que el M4A3E8 gràcies al seu canó de 90 mm, el seu motor poc potent que no s'adaptava bé al terreny muntanyós de Corea, i la seva tendència a sobreescalfar-se ràpidament el va fer menys apreciat entre les tripulacions, i la majoria es van retirar temporalment a favor del més fiable "Easy Eight" Sherman. El tanc M26 va ser reemplaçat o actualitzat gradualment al nou tanc M46 el 1951 a causa de la seva manca crònica de mobilitat a mesura que la guerra es va convertir en batalles entre muntanyes.
Una enquesta de 1954 conclogué que hi havia en totes les 119 accions de tancs contra unitats de tancs de petita escala que involucraven l'Exèrcit dels Estats Units i les unitats marines durant la Guerra de Corea, amb 97 tancs T-34-85 eliminats i altres 18 probables.
Després de novembre de 1950, rarament es va trobar una armadura nord-coreana. La Xina va entrar en conflicte el febrer de 1951 amb quatre regiments de tancs (una barreja de tancs T-34-85, amb uns quants tancs IS-2, i alguns altres AFV). No obstant això, com que aquests tancs xinesos es dispersaven amb la infanteria, les batalles entre tancs i tancs amb les forces de l'ONU eren poc comunes.

## Europa
Després del final de la Segona Guerra Mundial, les unitats de l'Exèrcit dels Estats Units en el servei d'ocupació a Alemanya van ser convertides en unitats de policia, una força gairebé policial dissenyada per controlar el flux de refugiats i el màrqueting negre; les unitats de combat es van convertir en unitats motoritzades lleugeres i es van estendre per tota la zona d'ocupació dels Estats Units. A l'estiu de 1947, l'exèrcit requeria una reserva de combat per donar suport a l'estretament estès constabulari; l'any següent, la 1a Divisió d'Infanteria va ser reconstituïda i consolidada, contenint tres companyies de tancs de regiment i un batalló de tancs de divisió. Les taules d'organització i equipament de 1948 per a una divisió d'infanteria incloïen 123 M26 Pershing i 12 Tanc mitjà M45. A l'estiu de 1951, tres divisions d'infanteria més i la 2a divisió cuirassada van ser enviades a Alemanya Occidental com a part del Programa d'Augment de l'OTAN. Mentre que el M26 Pershings va desaparèixer de Corea el 1951, les unitats de tancs desplegades a Alemanya Occidental van ser equipades amb ells, fins que van ser reemplaçades per M47 Pattons durant 1952-1953. Les taules d'organització i equipament de 1952-53 per a una divisió d'infanteria incloïen 135 M47 Patton, substituint els M26 i M46.
El 1952, l'Exèrcit belga va rebre 423 M26 i M26A1 Pershings, arrendats gratuïtament com a part d'un Programa d'Assistència Mútua de Defensa, llavors la designació oficial d'ajuda militar dels Estats Units als seus aliats. Els tancs es van utilitzar principalment per equipar unitats de reserva mobilitzables de força de batalló: 2n, 3r i 4t Régiments de Guides, en el 7è, 9è i 10è Régiments de Lanciers i finalment el 2n, 3r i 5è Bataillon de Tanks Lourds. No obstant això, a la primavera de 1953, els M26 van equipar durant tres mesos el 1r Batalló de Tancs Pesants de la 1a Divisió d'Infanteria, una unitat activa, abans de ser reemplaçats per M47.
El 1961, el nombre d'unitats de reserva es va reduir, i el sistema de reserva es va reorganitzar, amb els M26 equipant el 1r i 3r Escadron de Tanks com a reserva general del braç d'infanteria. El 1969, tots els M26 van ser eliminats.
Mentre que les unitats de l'Exèrcit dels Estats Units a Alemanya Occidental es van reequipar amb M47 el 1952-1953, França i Itàlia també van rebre M26 Pershings; mentre que França els va reemplaçar ràpidament amb M47 Pattons, Itàlia va continuar utilitzant-los operativament fins al 1963.

## Variants
- M26 (T26E3): Canó M3 amb fre de morrió de doble fèretre. Model de producció principal.
- T26E2: Finalment estandarditzat per al seu ús com a Medium Tank M45, un vehicle de suport proper amb un obús de 105 mm.[20]
- T26E4: "Super Pershing", el primer pilot va ser un T26E1 convertit i l'únic que va veure combat. El seu canó T15E1 utilitzava munició d'una sola peça. Tots els altres T26E4 tenien el T15E2 amb munició de dues peces
- T26E5: Prototip amb armadura més gruixuda -un màxim de 279 mm- basada en l'experiència del tanc d'assalt fortament blindat M4A3E2.[21]
- M26E1: Versió millorada del Super Pershing amb un canó d'alta velocitat de 90 mm i munició amb carcassa de propel·lent curta i grossa en lloc de carcassa molt llarga. Convertit a partir de tancs M26
- M26E2: Actualització de l'M26 existent. Nova transmissió compacta i motor amb major potència a 810 CV (600 kW). Canó M3 millorat de 90 mm, amb evacuador de bore i altres modificacions. Les conversions addicionals més enllà del prototip van ser redissenyades com el T40, i després van ser estandarditzades com el M46 Patton. Un total de 800 M26 tancs van ser convertits a la M46.[3]
- M26A1: Canó M3A1 amb evacuador de càrrega i fre de morrió d'un sol fèretre.
- M26 T99: Potencialment fet per reemplaçar el T34 Calliope i el T40 Whizbang, va ser provat a les Aberdeen Proving Grounds a finals de 1945. No obstant això, ha d'haver estat insatisfactori i probablement va ser cancel·lat el 1946. Tenia un total de 44 tubs de coet, 22 a cada costat de la torreta.[22]

## Operadors
- Estats Units

- Bèlgica
- Itàlia
- França
- Corea del Sud: Un nombre de M26 van ser transferits de la retirada de les tropes estatunidenques després de la Guerra de Corea.
- Unió Soviètica: N'hi ha rebut un a través del programa Llei de Préstec i Arrendament.[23]
- Regne Unit: Rebut dotze a través del programa de préstec-arrendament, presumiblement sis T26 i sis T26E3.[24]

## Carros de combat similars
- Tercer Reich: Panzer V Panther
- Tercer Reich: Panzer VI Tiger
- Tercer Reich: Panzer VII Tiger II
- Unió Soviètica: T-44
- Regne Unit: Centurion